# Little Smeaton (Hambleton)
Little Smeaton est un village et une paroisse civile du Yorkshire du Nord, en Angleterre.